# 蒲生氏郷
蒲生 氏郷（がもう うじさと）は、戦国時代から安土桃山時代にかけての武将。初め近江日野城主、次に伊勢松坂城主、最後に陸奥黒川城主。
蒲生賢秀の三男（嫡男）。初名は賦秀（やすひで）または教秀（のりひで）。キリシタン大名であり、洗礼名はレオン（レオ、またはレアン）。子に蒲生秀行。
織田信長に人質ながらも寵愛され、信長の娘である冬姫を娶る。信長死後には各地で功績を挙げ、秀吉からも重用された。最終的には会津藩92万石となり黒川城を与えられ、改築して若松城と名を改め、会津藩の基盤を築いた。また、千利休の弟子であり、利休七哲にも数えられる一流の茶人でもあった。

## 出自
蒲生氏は藤原秀郷の系統に属する鎌倉時代からの名門であったという。
ただし、蒲生氏などの近江関係の系図には沢田源内や椿井政隆による偽書・偽文書の影響を受けているものもあって同時代史料との比較検討を必要とする、という見解もあり、氏郷の祖先で確実に動向が追えるのは15世紀初めの蒲生秀兼以降とされる。

## 生涯

### 織田家臣時代
近江国蒲生郡日野に六角承禎の重臣・蒲生賢秀の三男として生まれる。幼名は鶴千代と名付けられた。
永禄11年（1568年）、観音寺城の戦いで六角氏が没落すると賢秀は鶴千代を人質に差し出して織田信長に臣従した。鶴千代と会った信長は、「蒲生が子息目付常ならず、只者にては有るべからず。我婿にせん（蒲生の息子の眼は他の者と違う。普通の者ではあるまい。私の婿にしよう）」と言い、自身の次女を娶らせる約束をしたという（『蒲生氏郷記』）。
鶴千代は岐阜の瑞竜寺の禅僧・南化玄興に師事し、儒教や仏教を学び、斎藤利三の奨めで武芸を磨いた。岐阜城での元服の際には信長自らが烏帽子親となった、弾正忠信長の「忠」の文字を与えられ忠三郎賦秀と名乗る（以降、一部を除いて氏郷に統一する）。
永禄12年（1569年）の南伊勢大河内城の戦いにて14歳で初陣を飾る。戦後、信長の次女を娶って日野に帰国した。なお、この妻の実名は不詳であり、冬姫とするのは明らかな誤読である。谷徹也は『藩翰譜』の誤読に由来するとしている。
元亀元年（1570年）4月、氏郷は父・賢秀と共に柴田勝家の与力となり一千余騎で参陣し、朝倉氏を攻め、同年に当知行が安堵され（『隠心帖』）、5,510石の領地が加増された（『蒲生文武記』『氏郷記』）。その後、同年7月の姉川の戦い、元亀2年（1571年）の第一次伊勢長島攻め、元亀4年（1573年）4月の鯰江城攻め、天正元年（7月28日に元亀から天正に改元）8月の朝倉攻めと小谷城攻め、天正2年（1574年）の第二次伊勢長島攻め、天正3年（1575年）の長篠の戦い、天正6年（1578年）からの有岡城の戦い、天正9年（1581年）の第二次天正伊賀の乱（比自山城の戦い）などに従軍して、武功を挙げている。

### 本能寺の変以降
天正10年（1582年）、信長が本能寺の変により自刃すると、氏郷は安土城にいた賢秀と連絡し、城内にいた信長の一族を保護し、賢秀と共に居城・日野城（中野城）へ走って乗物50丁、鞍つき馬100頭、伝馬200頭を支度して明智光秀に対して対抗姿勢を示した。光秀は明智光春、武田元明、京極高次らに近江の長浜、佐和山、安土の各城を攻略させ、次に日野攻囲に移る手筈であったが、直前に山崎の戦いで敗死した。同年、家督を相続する。なお、盛本昌弘が安土城を撤退する際に氏郷が安土の城下町に放った火が類焼して安土城に炎上したとする説を発表しているが、この説に対して谷徹也は安土城の発掘調査では被熱痕は主郭部からしか確認できないため、城下町からの類焼には懐疑的で盛本説は成立しがたいとする。
その後は清洲会議で優位に立ち、信長の統一事業を引き継いだ羽柴秀吉（豊臣秀吉）に従い、天正11年（1583年）の賤ヶ岳の戦いでは羽柴秀長の下、峰城をはじめとする滝川一益の北伊勢諸城の攻略にあたった。戦後、亀山城を与えられるが、自身は入城せず、家臣の関盛信を置いた。
天正12年（1584年）、小牧・長久手の戦いでは3月に滝川一益・浅野長吉・甲賀衆等と共に峰城、4月に戸木城、5月に加賀野井城を攻めた。特に加賀野井城攻めで籠城衆を殲滅するなどの戦功を挙げる。同年8月の菅瀬合戦では氏郷は敵の侵入を知らせる銃声を聞き、軍勢も揃えず松ヶ島城外に打って出た。敵の木造氏は氏郷の行動を熟知しており、鉄砲で狙撃したため、鯰尾兜に弾丸が三つも当たったという（『氏郷記』『勢州軍記』）。その後は別働隊として羽柴秀長らと共に織田信雄を監視し、羽柴軍撤退の際は殿を務めた。戦後、伊勢松ヶ島12万石に加増・転封となり、秀吉から「羽柴」の苗字を与えられる。ルイス・フロイスの『耶蘇会年報』によると、この頃、大坂にてキリスト教の洗礼を受けるとあるが、『十六・十七世紀イエズス会日本報告書』には天正13年（1585年）に大坂でオルガンティノから洗礼を受けレオンの霊名を称したとある。一方で、伊勢の領主である氏郷の受洗は伊勢神宮を始めとする旧勢力の危機感を高め、伴天連追放令の一因になったとする研究もある。
天正13年（1585年）の紀州征伐（第二次太田城の戦い）や富山の役にも参戦。この頃に賦秀から氏郷（うじさと）と名乗りを改めているが、これは“秀”吉の諱の一字を下に置く「賦秀」という名を憚ったと『氏郷記』は伝える。なお、「賦秀」の名が記された文書上の終見は天正13年3月で、同年閏8月には一旦「賦綱」の署名を用いているものの、9月以降は「氏郷」に統一されているため、同年7月の秀吉の関白任命を受けて急遽改名したと推測される。天正14年（1586年）、従四位下・侍従に任じられる。
天正15年（1587年）の九州征伐では前田利長と共に熊井久重が守る岩石城を落とす活躍を見せた。天正16年（1588年）には伊勢国飯高郡矢川庄四五百森（よいほのもり）で新城建築のための縄張りを行い、松坂城を築城。寺院を町の外側に置き、町筋を直線ではなく角を要所に造って一度に多くの敵兵が攻め込めないようにし、松ヶ島の武士や商人を強制的に移住させて城下町を作り上げた。同年4月15日、正四位下・左近衛少将に任じられ、豊臣姓（本姓）を下賜された。天正17年（1589年）の方広寺大仏殿（京の大仏）の石組工事で、五条橋大門角石用の二間四方の石を近江国大津の三井寺の上から切り出して、重臣達が笛や太鼓で拍子を取って京都まで運んだ。その石は、諸大名が運んだものの中で最大であったという。この年の7月には領内で検地を行い、織田信雄時代に残されていた貫高制から石高制に統一した。
天正18年（1590年）の小田原征伐では、討死を覚悟して肖像画を残して出陣した。韮山城を落とした後、小田原城包囲軍に参加。包囲中、7月2日の夜に敵将の太田氏房から夜襲を受ける。この時、氏郷は陣を回っていたため、甲冑を着る余裕がなく、近くにいた北川平左衛門の甲冑を借り、たった一人、乱戦の中で槍を抱えて敵の背後に回り、敵兵を次々と討ったという。戦後に「三階菅笠」の馬印の使用許可を得た（『常山紀談』）。

### 奥州入り
一連の統一事業に関わった功により、天正18年（1590年）の奥州仕置において伊勢より陸奥国会津に移封され42万石（のちの検地・加増により91万石）の大領を与えられた（会津40万石、中通り20万石弱、置賜・信達30万石、白石1万石余。越後小川荘10万石は豊臣蔵入地）。黒川城を改築し若松城と改める。これは奥州の伊達政宗（会津は伊達政宗の旧領）を抑えるための配置であり、当初は細川忠興が候補となったものの辞退したため氏郷が封ぜられたとされる。また小田原遅参によって改易された下野小山氏に代わって藤原秀郷の嫡流となり、家紋を立鶴から三頭の左巴に変更した。秀吉は黒川城を出発するに際し、氏郷と木村吉清を召し出し、両人の手を左右の手にとって「今後、氏郷は吉清を子とも弟とも思い、吉清はまた氏郷を父とも主とも頼み、京都への出仕はやめて、時々会津に参勤し、奥州の非常を警固せよ。もし凶徒蜂起のことがあれば、氏郷は伊達政宗を督促して先陣させ、氏郷は後陣に続いて非常の変に備えよ」と諭したという。 
氏郷は家老にあたる仕置奉行に蒲生郷安を任じ、玉井貞右と町野繁仍にその加判を命じた。また、会津において重臣達を領内の支城に城代として配置した（#家臣を参照）。そして黒川城を蒲生群流の縄張りによる城へと改築した。7層楼の天守を有するこの城は、氏郷の幼名にちなみ、蒲生家の舞鶴の家紋にちなんで鶴ヶ城と名付けられた
。
築城と同時に城下町の開発も実施し、町の名を黒川から「若松」へと改めた。「若松」の名は、出身地の近江日野城（中野城）に近い馬見岡綿向神社（現在の滋賀県蒲生郡日野町村井にある神社、蒲生氏の氏神）の参道周辺にあった「若松の森」に由来し、同じく領土であった松坂の「松」という一文字もこの松に由来すると言われている。
氏郷は会津の領民にも改宗を勧め、会津若松市内には天子神社という教会跡があり、支城の置かれた猪苗代にはセミナリオがあったとされる。反面、与力大名や重臣に多くの所領を与え、自身の蔵入地を少なくしたことで、重臣たちが大きな力を持つようになり、氏郷没後に重臣間の権力争いを生じさせたという指摘もある。
氏郷は農業政策より商業政策を重視し、旧領の日野・松阪の商人を若松に招聘し、定期市の開設、楽市・楽座の導入、手工業の奨励等により、江戸時代の会津藩の発展の礎を築いた。
以降は、伊達政宗と度々対立しながらも、天正19年（1591年）の葛西大崎一揆（この際秀吉に対し「政宗が一揆を扇動している」との告発を行っている）、九戸政実の乱を制圧するための遠征を行う。蒲生軍の遠征は、十番ないし十三番に編成された軍勢が一斉に会津若松を出陣するのではなく、先発部隊が奥大道を北上し、氏郷本隊が後から追いかけるような行程であった。
遠征軍の布陣は、先陣が若松城より奥大道に近い位置にある支城主の部隊えで構成されていたのに対し、氏郷本隊を固める後陣は会津周辺の城主層で編成されている。
このように「蒲生家中の全勢力を挙げての出陣」ともいわれる遠征軍の布陣は支城の配置とも密接に関わっており、平時の領内の支城・城持の配置がそのまま戦時における遠征のための行軍にスライドしている。
同年12月、従三位参議に任じられた（『御湯殿上日記』『毛利家文書』）。
文禄元年（1592年）の文禄の役では、肥前名護屋城へと参陣している。この陣中にて体調を崩した氏郷は文禄2年（1593年）11月に会津に帰国したが病状が悪化し、文禄3年（1594年）春に養生のために上洛し、10月25日には秀吉をはじめ諸大名を招いた大きな宴会を催した。しかしこの頃には病状がかなり悪化して誰の目にも氏郷の重病は明らかで、秀吉は前田利家や徳川家康にも名のある医師を派遣するように命じ、自らも曲直瀬玄朔を派遣している。
文禄4年（1595年）2月7日、伏見の蒲生屋敷において、病死した。享年40。
蒲生家の家督は家康の娘との縁組を条件に嫡子の秀行が継いだが、家内不穏の動きから宇都宮に移され12万石に減封された。

## 人物
- 戦国武将としては珍しく、側室を置かなかった。しかし、二人の男子及び孫達は氏郷同様に早世し、蒲生家は断絶してしまった。
- 合戦の時、氏郷は黒漆塗燕尾形兜（通称銀鯰尾兜）を被っていたが、岩手県立博物館に所蔵されている兜は燕尾形であるにもかかわらず鯰尾形としている。この兜を伝えてきた南部家の宝物台帳に「鯰尾」と記載しているためであり、南部家の認識と現代的な兜の類型分けにズレがある。鯰尾形の兜は現代には伝わっておらず、氏郷が常用していたのは燕尾兜の方かもしれないとされる[54]。
- 所有していた刀は現在伝わっているもので、会津新藤五、鉋切長光、会津正宗、國俊の四振りがある。
- 武辺談義や怪談など、話好きであったといわれる（『武功雑記』｝。
- 陣屋で侍達が博打を打つのを許可していた。「夜に番をしていると眠くなってしまう。博打を打てば気力がついて眠くならない」からだという[要出典]。
- 茶湯に深い理解があり、千利休に師事し、利休七哲[55]の一人（筆頭）[56]にまで数えられており、利休からは「文武二道の御大将にて、日本におゐて一人、二人の御大名」と評された（『備前老人物語』）。
  - 氏郷ゆかりの茶道具としては、利休から拝領したという赤楽早船（畠山記念館蔵）、氏郷自作の竹花生（根津美術館蔵）、同じく自作の茶杓が3点（東京国立博物館[57]、野村美術館[注釈 8]、本居宣長記念館各蔵）などがある。
  - 利休が処罰された時、利休の子・千少庵は氏郷のもとに逃れて一年半ほど庇護を受けている。氏郷は、淀の渡し場まで利休を見送らなかったことを後悔していたらしく、そのために秀吉に請願し少庵の身柄を引き受けたらしい[59]。氏郷は少庵に命じて鶴ヶ城本丸の大書院の側に数寄屋「麟閣」を作らせ、会津文化の向上に貢献させた。「麟閣」は、若松市内の森川薬局の中庭に保存されていたが、平成2年に本丸内の旧跡地に再移築され、現在は福島県指定重要文化財（福島県指定文化財）[60]。
  - 鶴ヶ城の庭でよく茶会を開いていたとされ、茶碗焼きの吉左衛門常慶が招かれたりしている[59]。
  - 日野町には、氏郷が茶の湯に用いた湧き水「若草の清水」が残っている[要出典]。
  - 氏郷は千利休の影響を強く受けており、桑田忠親は「彼が如何に利休に私淑していたかは、その筆跡が利休のそれに酷似していることによっても分かるであろう」と指摘している[61]。
- 三条西実枝から和歌[62]、宗養・里村紹巴から連歌を学んでいる[63][9][注釈 9]。会津から文禄の役に参陣する途上、近江国武佐で故郷の日野を偲んで、「思ひきや人の行方ぞ定めなき我が故郷をよそに見んとは」という歌を詠んでいる[64]。
- 氏郷は能にも優れ、秀吉の御前で度々演じた他、文禄2年10月には禁中においても「鵜飼」を演じている[65]。
- キリスト教宣教師のオルガンティノはローマ教皇に、「優れた知恵と万人に対する寛大さと共に、合戦の際、特別な幸運と勇気のゆえに傑出した武将である」と報告している[要出典]。

### 秀吉との関係
- 秀吉が氏郷を会津に移封した理由については様々な説がある。『 老人雑話』によると、秀吉が会津に誰を配すべきか諸将に投票させたところ、そのほとんどが細川忠興と書いてあったので、これを見た秀吉はそれらを明なき者として氏郷を選んだ[66]。『会津四家合考』には、秀吉は始め細川忠興に与えようとしたが、忠興は奥州の要である会津を守護する自信がないといって辞退し、氏郷もまた同様の理由で辞退したが、秀吉の気色を損ねてはと思い、「自分は武功の家臣を多く持っていないので、もしもの場合にこの要地を警固することには自信がない。今天下には主人の勘当をうけて浪人となっているの剛勇の者は数多くみられる。これらの面々の勘当を解くよう仰せられ、自分に召し抱えを許されるならば、会津を充分に守護しよう。それなくしては拝領のことは辞退するのほかはない」と言った。秀吉もこのことを納得し、「文臣・武臣を共に召し抱えよ」との条件を加え、氏郷も了承し、佐久間安政・勝之兄弟や水野三右衛門などの浪人や罪人達が許されて氏郷に仕えたという[67]。
- 秀吉は信長が認めた器量人である氏郷を恐れていた。会津92万石に移した際、「松島侍従（氏郷）を上方に置いておくわけにはいかぬ」と側近に漏らしたと伝わる（『名将言行録』）。
- ある時、秀吉が家臣たちにふざけ半分で、「100万もの大軍の采配をさせたい武将は誰か? 遠慮なく言ってみよ」と言った。家臣達は、当時の豊臣時代の中で大きな力を持っていた前田利家、徳川家康などの名を口にしたが、秀吉は頭を横に振って、「違う。それは、あの蒲生氏郷だ」と答えたという（大谷吉継である説もある）[要出典]。
- 秀吉が氏郷を評して、「蒲生氏郷の兵10万と、織田信長様の兵5千が戦えば、勝利するのは織田軍である。蒲生側が織田兵4千の首を取っても、信長様は必ず脱出しているが、逆に織田側が5人も討ち取れば、その中に必ず氏郷の首が含まれているからだ。」と語ったという（『名将言行録』）。
- ある時、氏郷は自邸に前田利長・細川忠興・上田主水・戸田武蔵を招き宴を設けた。それが終わる頃、秀吉のあと誰が天下を取るかが話題となり、氏郷はその器量から前田利家をおした（『 利家夜話』『 老人雑話』）[68]。

### 伊達政宗との関係
- 政宗は清十郎という16歳の少年を、氏郷の家臣の元に小姓として奉公させる形でスパイ活動を行わせ、隙をうかがい氏郷を暗殺させようとした。しかし、清十郎が父親に送った手紙が関所の検閲にかかったことで事態が露見することとなり、清十郎は投獄された。氏郷は命を捨てて主命を遂行しようとした清十郎の忠義に感服し、その忠勤を賞賛して罪を赦し伊達家へ返したと伝わる（『常山紀談』)。
- 氏郷が会津に入ると、隣国の政宗と領地の境界をめぐって度々対立した。ある時、政宗は氏郷領内の安達が原の川を挟んだ向かいにある黒塚は自分の領土だと難癖をつけてきた。しかし氏郷は「みちのくの安達が原の黒塚に鬼こもれりといふはまことか」と拾遺和歌集に載っている平兼盛の歌を引用して自分の領地であることを主張し、政宗を黙らせた[要出典]。
- 葛西大崎一揆鎮圧に向かう途中、17日に舞野に着き、18日に政宗から朝茶の誘いを受け政宗の陣に行き、19日に高清水城に向かう約束をした。しかし茶席で政宗に毒を盛られたことを知り、帰って急ぎ毒をはいた。政宗の真意を疑った氏郷は、その日にわかに兵を出して本街道を北に向かい、街道筋に放火しながら進んだ（『氏郷記』）[69]。

### 交友関係
- 利休七哲の中でも氏郷は筆頭とされ[70]、細川忠興と高山右近とは特に親しかった。
  - 小田原の陣で右近が用意した牛肉を三人で一緒に食べたという話がある（『綿考輯録』）[71]。
  - 細川忠興は若い頃、いつも氏郷の悪口を言い、氏郷も忠興の悪口を言っていた。ある日、忠興が利休に「蒲生氏郷は数寄者ぶっておりますが、裏口には乗馬用の沓や鼻紙などが散らばっています。あれでは数寄者とは呼べません」と言ったが、利休は「それでもよろしいでしょう。数寄さえしているのなら、私はそれで構わないと思います」と答えた。すると、氏郷が「誰かが私の悪口を言っているようであるが、その者が恥をかくのはうれしいことだ」と言って勝手の障子を開けて姿を見せた。氏郷は「ある者が私の悪口を言っている奴がいると、すぐに告げ口してくれたのだ」と言って大笑いした（『茶道四祖伝書』）。
  - 高山右近にしつこくキリスト教を説かれ、興味がなかった氏郷は右近を避けていたが、右近が牧村政治と協力して一度説教に誘ったところ、氏郷はその教えに感激し洗礼を受けることになった[72]。会津に転封すると、新領国に布教をする決意を示した[73]。ちなみに黒田孝高がキリスト教に入信したのは、氏郷や右近に勧められたからである[74]。右近は、氏郷が床で息絶えるまで側に付き添い、氏郷の枕元に聖像を掲げ、コンチリサンを行い、臨終正念にパライゾの快楽にいたるべきことを諭した。氏郷は肯いて懺悔の誠を現し、瞳を聖像に向け息を引取った[75]。真のキリシタンとして死んだと評価されている[76]。

### 急死に関して
豊臣秀吉（『氏郷記』）や石田三成（『石田軍記』、『蒲生盛衰記』）などによる毒殺説もあるが、下記の理由により否定されている。
秀吉は氏郷の治療にあたり、施薬院全宗が医師団を指揮し、曲直瀬玄朔、一鷗軒宗虎を長老格とする9名の医師団による輪番治療を行わせた。曲直瀬玄朔が残したカルテ『医学天正記』には文禄の役へ出兵の途中、文禄2年（1593年）に名護屋城で発病し、文禄4年（1595年）に没するまで、3年間患い症状が出たと記されている。腹水がたまり、顔面や手足に浮腫ができるといった徴候から、氏郷は今でいう直腸癌であったと推測されている。
他に死因として肝臓癌が上げられている。

### 辞世の句
かぎりあれば　吹ねど花は　散るものを　心みじかの　春の山風（風など吹かなくても、花の一生には限りがあるので、いつかは散ってしまうのです。それを春の山風は何故こんなに短気に花を散らしてしまうのですか）
この歌は自己の早世を嘆たものである。
祇園南海、幸田露伴の著作にこの句の評釈がある。また、山田風太郎は『人間臨終図巻』の中で、「この句は戦国武将の絶唱としては白眉である」と評している。

## 逸話
- 氏郷が織田信長に預けられていた幼少の頃、美濃三人衆の一人、稲葉一鉄は岐阜城での毎夜の軍談に、信長の近侍に侍して深夜まで眠りもせずに傾聴する姿を見て、「蒲生の子は器量人だ。やがて大軍を率いる武勇の将になるだろう」と予言した[8]。
- 日野町村井にある真宗大谷派の長島山願証寺の寺伝によると、当時13歳の住持の顕忍が日野に落ち延びて、氏郷が彼を匿ったという。その後、一堂を建立して願証寺を再興したという[81]。
- 天正16年（1588年）に本拠を松坂城に移した時、家臣も松坂に屋敷を構えたが、この時、家臣の種村慮斎が自邸の庭に富士山に似せた築山を築いたと評判になっていた。それを聞きつけた氏郷は見に行ったが、「富士見ヌカ富士ニハ似ヌソ松坂ノ慮斎カ庭ノスリコキカ嶽 (富士山を見たのかい。それにはとても似てないよ）」と笑い飛ばした歌を詠み、その短冊を築山に立てて帰城したという[82]。
- 会津転封が命ぜられた時、宿舎に帰った氏郷は、恩賞を賜るなら小国でも西国をと望んでいたのに辺境では武功の機会が失われると悲しみ涙を流したという（『常山紀談』）[83]。
- 葛西・大崎一揆鎮圧において、東北の極寒に慣れておらず、蒲生軍の士気が下がっていた。そこで氏郷は、素肌に甲冑を着て、自軍を鼓舞したという(『氏郷記』)。
- 天正18年（1590年）に天正遣欧使節が帰国した時、氏郷も秀吉と共に彼らを迎えた。その折り、氏郷はヴァリニャーニに、会津を福音の国にすることを誓ったと言われ、その後、氏郷は会津から4回にわたり、蒲生家臣の山科勝成を団長に、遣欧使節団を送ったとも言われている[要出典]。
- 会津名物の「起き上がり小法師」は、義父・信長のだるま信仰に倣い、氏郷が広めたという[要出典]。
- 氏郷の縁で福島県会津若松市と三重県松阪市は「蒲生氏郷公ゆかりネットワーク共同宣言都市」となっている[84]。会津若松市では会津まつり藩公行列が開催されている[84]。また、松阪市では氏郷まつり、氏郷ウォーク、氏郷市民大茶会などが開催されている[84]。

### 家臣との逸話
- 月に一度家臣を全員集めて、自らの屋敷で会議を行った。この会議の席上では「怨まず、怒らず」が約束事となっており、長幼や禄の大小に関わらず、自由な発言が許されていた。会議後には氏郷自らが風呂（当時は非常に贅沢なもてなしとされていた。）を沸かしたり、料理を振舞ったという[注釈 10][要出典]。
- 氏郷が諸氏を愛したことは、彼らを酒宴に招く時に、自分で風呂を沸かして入れたとの伝えでも察せられる（『老人雑話』）[68]。
- 家臣への恩賞として蒲生の名字と「郷」の偏諱を与えている。これについては譜代の者には与えず、戦国時代に蒲生氏と同クラスの有力一門・外様層が中心であった[86]。
- 西村左馬允という家臣が法度を破り召し放されたが、細川忠興に頼んで帰参を許された。ある日、氏郷は西村を呼び、相撲を申し入れた。西村は見くびられては武士の恥だとばかり手加減せずに、一度ならず二度も氏郷に勝った。西村は自分が手打ちになると思っていると、氏郷は怒るどころか翌日になって加増した。西村の正直に感じたのである[87]。
- 新参者の部下には、「我が隊には、銀の鯰尾の兜をかぶり、常に先陣を切る勇猛果敢な者がいるのだが、そやつに負けぬよう働くのだぞ」と激励したという。ちなみに、その銀の鯰尾の兜をかぶる者とは氏郷自身の事である[88]。
- 「知行と情とは車の両輪・鳥の翅」として、有功の士を厚遇して、門閥や伝統にとらわれず、家臣団の再編成を行った[89]。

### 厳格な人物
厳しい人物であったとされており、以下のような逸話がある。
- 日野から伊勢松ヶ島に転封になる時、武勇に優れ、氏郷に可愛がられていた福満治郎兵衛という武士の馬の沓が外れた。福満は隊列を離れ、馬沓を直した。氏郷は勝手に隊列を離れた行為は軍紀違反として福満を斬るよう命令し、斬らせた[68][90]。
- 小田原へ出陣する時、部下に自身の鯰尾兜を持たせ、見回りに行った。氏郷は部下が指図の位置から離れていたので所定の位置にいるよう注意した。帰りに見るとまた別の場所に位置を変えていたので、その部下を手討ちにしたという[91]。

## 家臣
蒲生氏郷の家臣構成は時期によっても異なるが、伊勢松阪を領していた天正15年（1587年）9月に氏郷とその家臣団が近江日野にある馬見岡綿向神社に対する勧進に応じた際の奉加帳が残されているが、主君である氏郷が1,000疋、町野繁仍が200疋、蒲生郷安・北川新左衛門尉・玉井貞右が100疋と続いており、これが当時の蒲生家中の序列を示したと推定される。また、名字別では外池が7名、蒲生が6名（氏郷除く）、町野が4名、岡が3名となっているが、元々分家筋である蒲生忠兵衛以外は直前の九州征伐の功績によって氏郷から蒲生の名字を与えられた者であった。
以下に重臣の奥州領内の支城任地・石高の変遷を記す。
| 城代         | 支城                                        |
| ------------ | ------------------------------------------- |
| 関一政       | 白河城（5万石）                             |
| 田丸直昌     | 須賀川城（3万石）→三春城（5万2千石）→守山城 |
| 小倉行春     | 鴫山城（6,300石）→同（1万石）               |
| 蒲生郷安     | 猪苗代城→長沼城（3万5千石）→同（7万石）     |
| 蒲生郷成     | 阿子ヶ島城→白石城→二本松城（4万石）         |
| 蒲生郷可     | 伊南城→中山城（1万3千石）                   |
| 蒲生頼郷     | 塩川城（1万3千石）→梁川城                   |
| 蒲生忠右衛門 | 藤倉山城→四本松城（2万5千石）               |
| 北川平左衛門 | 津川城                                      |
| 町野繁仍     | 猪苗代城（3万8千石）                        |

（家臣：五十音順、◎は上記城主）
| - 岡清長(左内の甥) - 岡左内(若狭国人) - 岡重政(蒲生氏譜代) - 小倉行春(蒲生氏譜代)◎ - 加賀山興良(高山右近旧臣) - 蒲生郷成(柴田旧臣)◎ - 蒲生郷喜(郷成の子) - 蒲生郷舎(郷成の子) - 蒲生郷安(六角旧臣)◎ - 蒲生郷可(柴田旧臣)◎ - 蒲生郷治(郷可の弟) - 蒲生郷貞(六角旧臣) - 蒲生忠右衛門(滝川旧臣)◎ - 蒲生直重(美濃国人) - 蒲生頼郷(六角旧臣)◎ - 河北有宗 | - 北川平左衛門◎ - 木村吉清(明智旧臣) - 木村清久(吉清の子) - 結解重喜 - 後藤高治(六角旧臣) - 佐久間勝之(佐々旧臣) 手ノ子城主 - 佐久間安政(柴田旧臣) 小国城主 - 真田信尹(武田旧臣) - 関盛信(伊勢国人) - 関一政(盛信の子)◎ - 関一利(盛信の子) - 関盛吉(盛信の子) - 外池良重(蒲生氏譜代) - 曽根昌世(武田旧臣) - 玉井貞右(蒲生氏譜代) | - 田丸直昌(伊勢国人) - 名古屋山三郎(山城住人) - 成田氏長(武蔵国人) - 成田泰親(氏長の弟) - 成田長親(氏長の従弟) - 細野藤敦 - 本多正重(三河国人) - 山科勝成(ロルテス) - 町野繁仍(蒲生氏譜代)◎ - 町野幸和(繁仍の子) - 松田秀宣 - 三雲成持(六角旧臣) - 満田安利 - 本居武秀(伊勢国人) - 浅香左馬之助（湯浅左馬之助） |

## 墓所・遺品

### 墓所

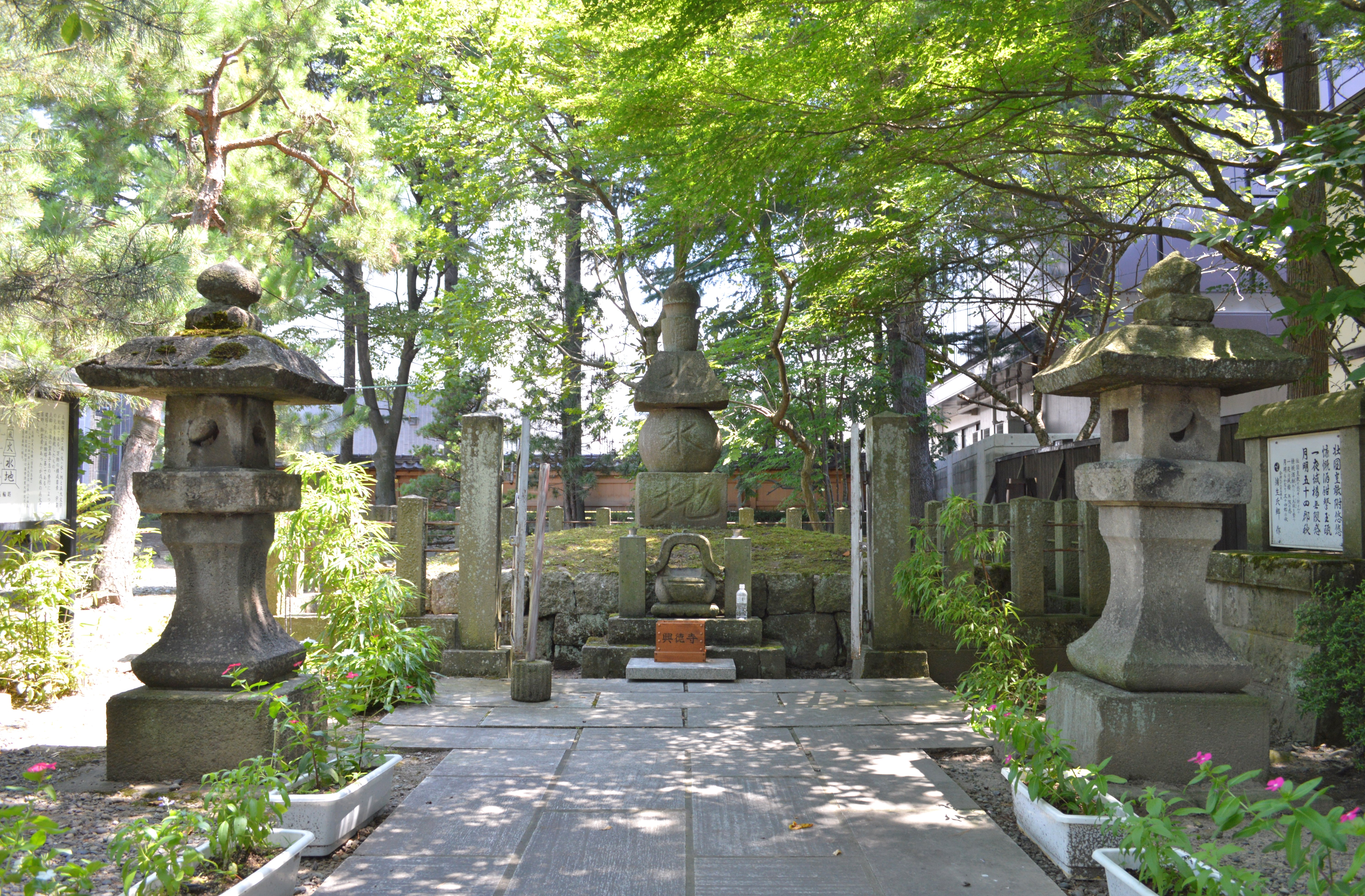
興徳寺境内墓所

- 京都市北区の大徳寺に葬られ、一寺を建て昌林院と称した。現在の黄梅院である[79]
黄梅院にある墓を発掘したところ、刀を抱いた形で埋葬されていたことが判明している[93]。
- 福島県会津若松市の興徳寺（遺髪）[79]

### 遺品
- 鯰尾兜（燕尾形兜）（岩手県立博物館所蔵） - 於武の方（氏郷の娘、一説に養妹）が南部利直に嫁ぐ際に引出物として贈ったと伝わる[94]。

## 像・碑
- 滋賀県日野町 - 出身地の有志が1919年（大正8年）に同町ひばり野に銅像を建設。1944年（昭和19年）に第二次世界大戦の金属供出により失われたが。1988年（昭和63年）に再建[95]。

## 関連作品
現代版組踊
・獅〜會津宰相氏郷（チーム獅　2023年3月初演、2023年8月鶴ヶ城本丸公演、2025年3月會津風雅堂公演）

### 楽曲
- さくらゆき「銀の標」（2024年、作詞：北織さよ、作曲：眞鍋香我）